# Говырин, Владимир Александрович
Влади́мир Алекса́ндрович Говы́рин (22 февраля 1924, Балашов, Саратовская губерния  — 5 февраля 1994, Санкт-Петербург) — советский и российский физиолог, доктор биологических наук, профессор, специалист в области физиологии вегетативной нервной системы. Член-корреспондент АН СССР с 23 декабря 1976 года (отделение физиологии), академик с 26 декабря 1984 года, действительный член РАН с 1991 года.

## Биография
Владимир Александрович Говырин родился 22 февраля 1924 года в Балашове, в семье преподавателя экономических дисциплин А. П. Говырина и преподавательницы немецкого языка С. В. Говыриной (Голяевой). Окончив школу, в 1941 году поступил на физико-математическое отделение Балашовского учительского института. В 1942 году был призван в армию и направлен на учёбу в Военно-ветеринарную академию РККА в Москве. После войны, в 1946 году, с отличием окончил Военно-ветеринарную академию и в дальнейшем служил в пограничных войсках в городе Суоярви. В 1953 году в звании майора ветеринарной службы защитил кандидатскую диссертацию. В результате ходатайства своего научного руководителя академика Л. А. Орбели в 1956 году Говырину было разрешено оставить службу в погранвойсках и заняться научной деятельностью.
Демобилизовавшись, Говырин стал научным сотрудником только что организованного Института эволюционной физиологии и биохимии им. И. М. Сеченова АН СССР.  С 1961 года занимал пост зам. директора по научной работе, в 1963 году стал заведующим лабораторией развития адаптационно-трофической функции нервной системы, в 1968 году защитил докторскую диссертацию, с 1975 года утверждён в должности директора института, а в 1978 году стал профессором.
В 1976 году был избран членом-корреспондентом АН СССР.
В 1981 году возглавил Институт физиологии им. И. П. Павлова, а тремя годами позднее стал академиком АН СССР.
В 1993 году на базе Института физиологии организовал Международный научный центр им. И. П. Павлова.
Скончался 5 февраля 1994 года, похоронен на Богословском кладбище в Санкт-Петербурге.

## Научная деятельность
В. А. Говырин исследовал закономерности развития симпатической иннервации сердечно-сосудистой системы у позвоночных животных; предложил концепцию об универсальном участии сосудистых нервов в передаче гуморальным путём симпатических влияний на ткани, выяснил пути передачи регулирующих влияний симпатической нервной системы на скелетную мускулатуру, установил значение симпатических нервов для поддержания структурно-химической организации сердечной мышцы. Открыл фундаментальные факты в области физиологии вегетативной нервной системы.
В. А. Говырин внёс значительный вклад в раскрытие механизмов влияния симпатической нервной системы на деятельность сердечной и скелетной мышц, проблему, которая со времени классических исследований И. П. Павлова и Л. А. Орбели была предметом постоянных дискуссий.
Говыриным было установлено, что вопреки широко распространённому мнению о существовании специальной симпатической иннервации скелетных мышц, симпатические влияния на скелетную мышцу осуществляются за счёт катехоламинов, выделяемых сосудистодвигательными нервами.
Так же им было доказано, что основная масса тканей организма вообще лишена специальной симпатической иннервации, и что сосудистодвигательные нервы выполняют двойную функцию и служат основным каналом передачи симпатических влияний не только на скелетную мышцу, но и на подавляющее большинство экзокринных и эндокринных желёз. Это позволило ему создать представление о существовании в организме двух типов симпатической иннервации – прямой и непрямой. Говыриным был решён и спорный вопрос о том, насколько широко в организме распространены специальные трофические нервы в понимании И. П. Павлова.

## Сочинения
Монографии:
- Говырин В. А. Трофическая функция симпатических нервов сердца и скелетных мышц. — Л.: Наука, 1967.
- Говырин В. А., Жоров Б. С. Лиганд-рецепторные взаимодействия в молекулярной физиологии. — СПб.: Наука, 1994. — ISBN 5-02-025925-X.